# Llorenç Ferrer Martí
Llorenç Ferrer Martí (Alcúdia, 1854- Palma, 1928). Fou un escultor mallorquí. La seva obra, de caràcter monumental, s'adscriu al corrent eclèctic de la segona meitat del segle xix. Estudià com a deixeble d'Antoni Vaquer.

## Obres
- Reconstrucció de la parròquia de Sant Jaume d'Alcúdia (v.1876-1898): Rosetons, retaule major i les capelles de Sant Sebastià, Nostra Senyora del Carme i la Immaculada Concepció.
- La Mare de Déu dels Àngels, a l'Església Parroquial de Pollença (1886)
- El Crist Ressuscitat, cementeri d'Artà (1886)
- Santa Rita i Sant Andreu, a la parròquia de Santanyí (1898)
- Conjunt Escultòric de la Façana de la Diputació Provincial (1900)
- Reconstrucció de la Mare de Déu de la Bonanova de l'església de Santa Anna d'Alcúdia.
- Decoració de les portalades de la Seu de Mallorca (Col·laboració)
- Decoració de les portalades de l'església de Santa Eulàlia de Palma (Col·laboració)
- Retaule de l'església de Monti-Sion de Porreres.
- Retaule del Pas de la Mare de Déu dels Dolors a Palma.